# Xylosciara horrida
Xylosciara horrida är en tvåvingeart som beskrevs av Heikki Hippa och Pekka Vilkamaa 2004. Xylosciara horrida ingår i släktet Xylosciara och familjen sorgmyggor. Inga underarter finns listade i Catalogue of Life.